# Calosoma luxatus
Calosoma luxatus  (лат.) — вид жуков-жужелиц из подсемейства настоящих жужелиц. Распространён в штатах Аризона, Калифорния, Колорадо, Айдахо, Монтана, Небраска, Нью-Мексико, Орегон, Юта, Вашингтон и Вайоминг, и в Канаде. Обитают на высоте 820—4000 метров над уровнем моря, на короткотравных прериях и открытых пространствах с густой травянистой растительностью внутри сухих лесов. Жуки прячутся под камнями.